# Kratochvilia
Kratochvilia pulvinata es una especie de araña araneomorfa de la familia Mimetidae. Es el único miembro del género monotípico Kratochvilia. Es originaria de la isla de Príncipe.